# Palácio Nacional de Sintra
Il Palácio Nacional de Sintra (noto anche come Palácio da Vila) è un palazzo reale del XVI secolo che si trova nella freguesia di São Martinho della città di Sintra.
Il palazzo, oggi di proprietà dello Stato portoghese, presenta tracce di architettura medievale, gotica, manuelina, rinascimentale e romantica ed è considerato un esempio di architettura organica, con una serie di corpi apparentemente separati, ma che fanno parte di un unico complesso collegato da cortili, scale, corridoi e gallerie. Il palazzo fa parte del paesaggio culturale di Sintra, designato Patrimonio dell'umanità dall'UNESCO nel 1995.

## Storia
La prima notizia dell'esistenza di un castello a Sintra risalgono al geografo arabo Abu ʿUbayd al-Bakri (secolo X). Successivamente si ha notizia che il re Giovanni I ne fece dono al conte di Seia Henrique Manuel de Vilhena nel 1383, anche se dopo pochi anni la costruzione tornò in possesso della casa reale.
Il palazzo venne ricostruito a partire dal 1489, quando prese il via una campagna di lavori finalizzata ad alleggerire la massa muraria dell'edificio e ad arricchirne la decorazione interna, con l'applicazione di azulejos andalusi.
Fra il 1505 e 1520 venne costruita la cosiddetta ala manuelina e nel 1508 iniziò la costruzione della sala degli scudi (Sala dos Brasões).
Nel 1755 vennero effettuati importanti lavori di restauro a seguito dei danni causati dal terremoto di Lisbona, nel corso dei quali venne edificata l'ala che va dal Jardim da Preta al Pátio dos Tanquinhos.
Negli ultimi anni della monarchia il palazzo divenne la residenza estiva della regina madre, Maria Pia di Savoia, ultima reale a vivere a Sintra. Nel palazzo si tennero diversi ricevimenti organizzati dalla regina madre per accogliere gli statisti che si recavano in visita in Portogallo, tra cui l'imperatore Guglielmo II e il presidente della Francia, Emile Loubet.
Nel 1910 il palazzo venne dichiarato monumento nazionale.

## Interni

### Cucine
Sebbene siano solo un ambiente di servizio costituiscono la parte dell'edificio che maggiormente contraddistingue il palazzo. L'ampio ambiente è infatti sormontato da due giganteschi camini conici alti 33 metri che svettano sul palazzo. Sulle pareti si trova lo stemma dei reali del Portogallo e quello dei Savoia, casata della regina Maria Pia.
Nella cucina si trovano due grandi forni e la zona per la cottura dei cibi che occupa l'intera parete.

## Galleria d'immagini

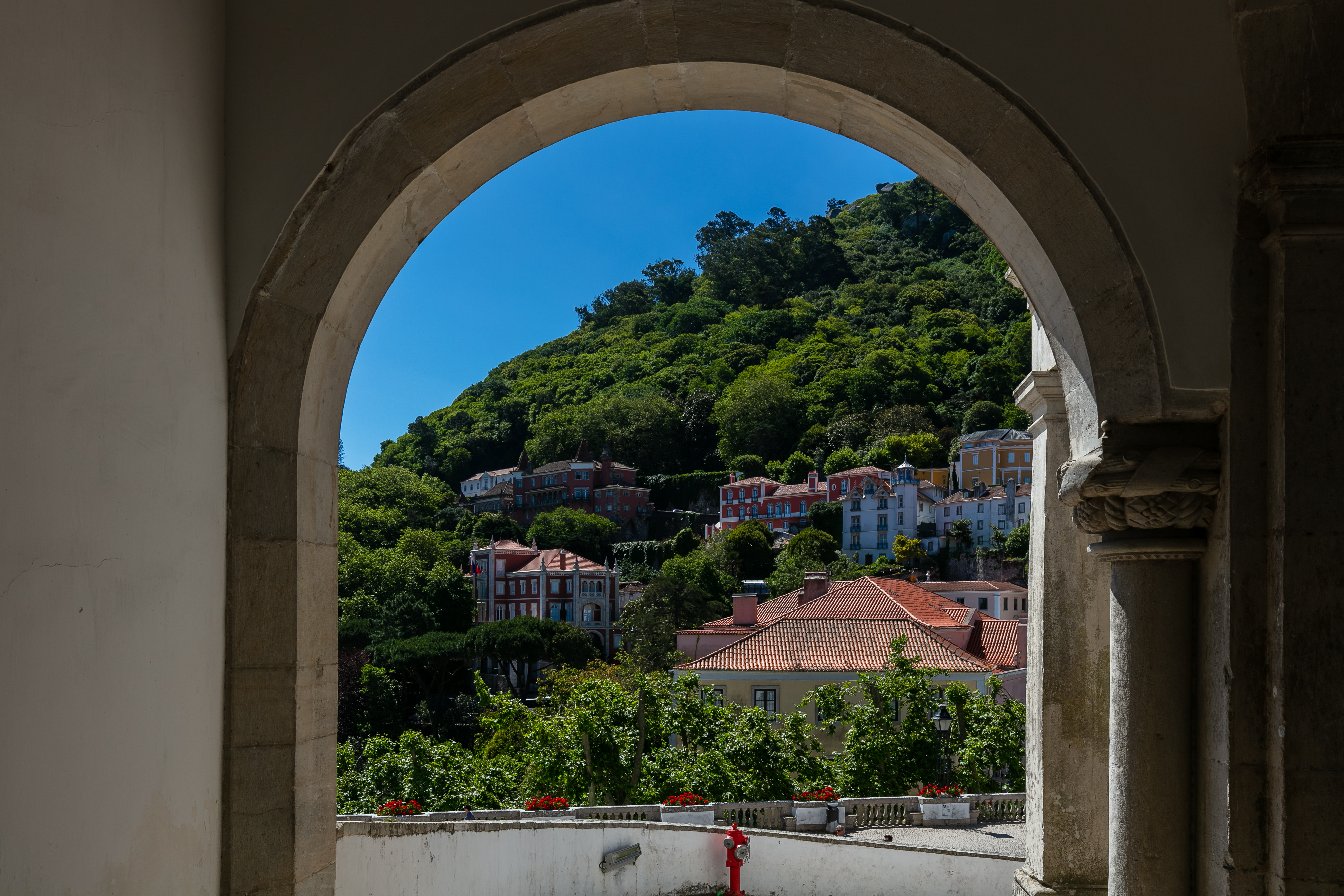
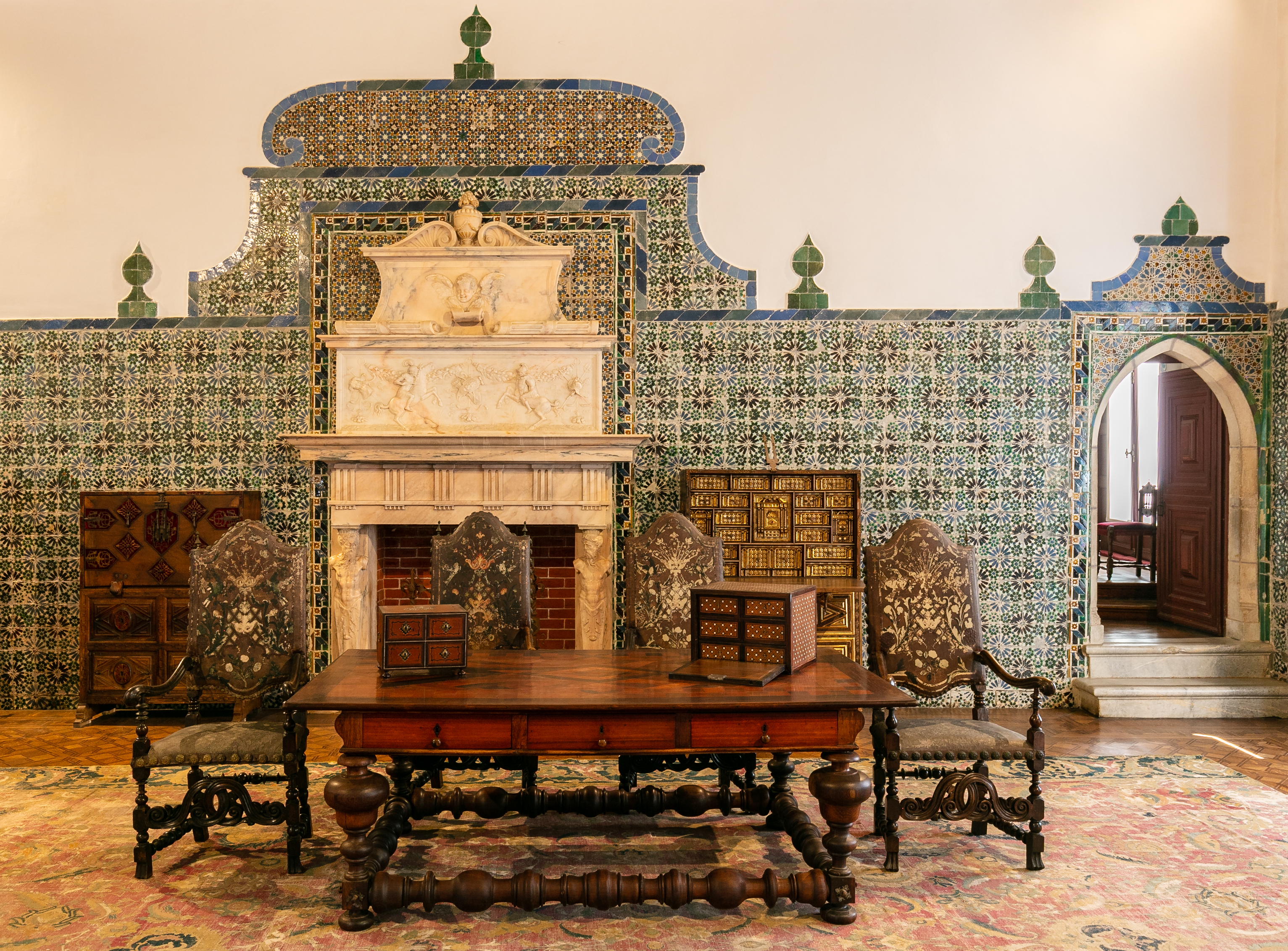
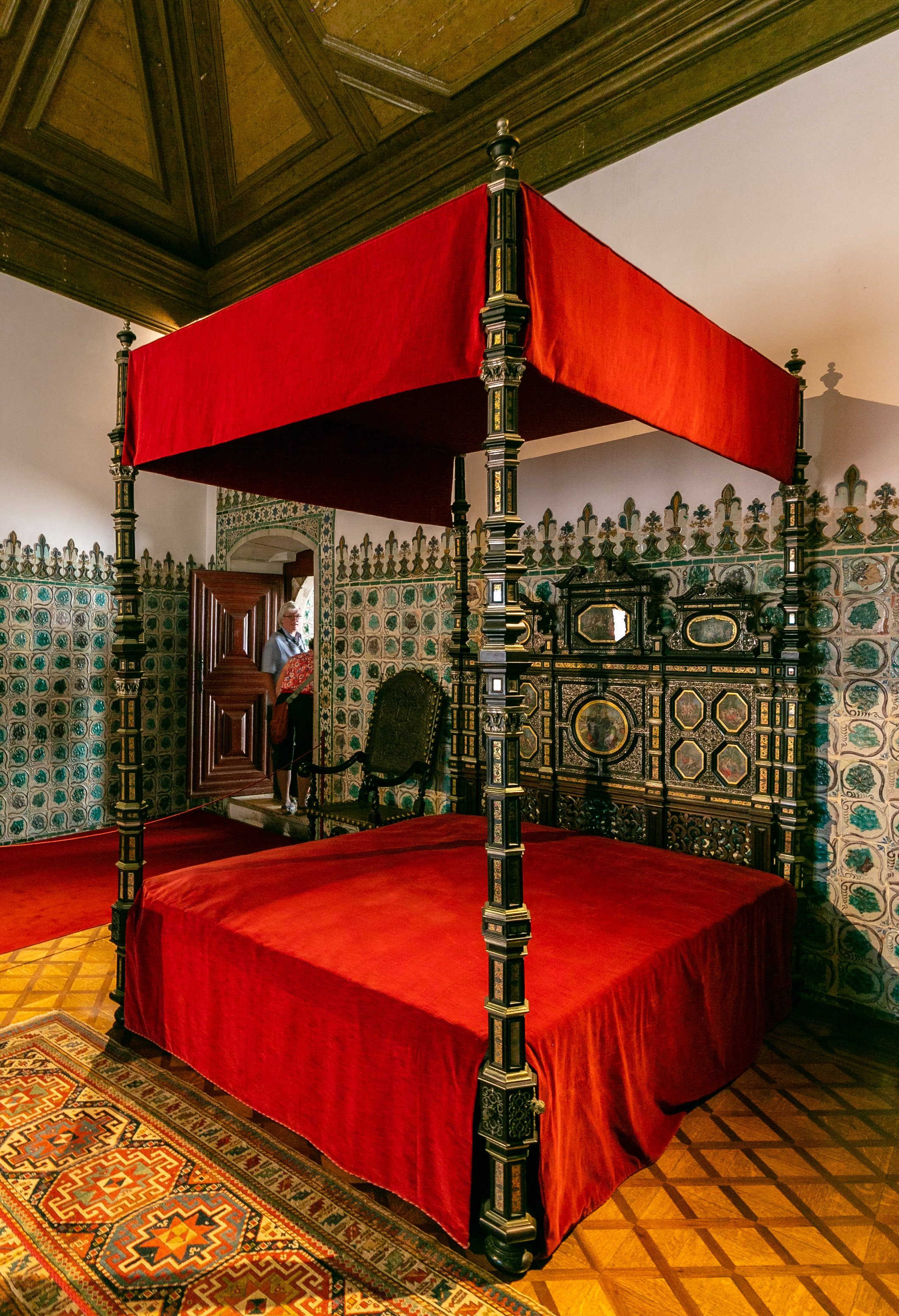
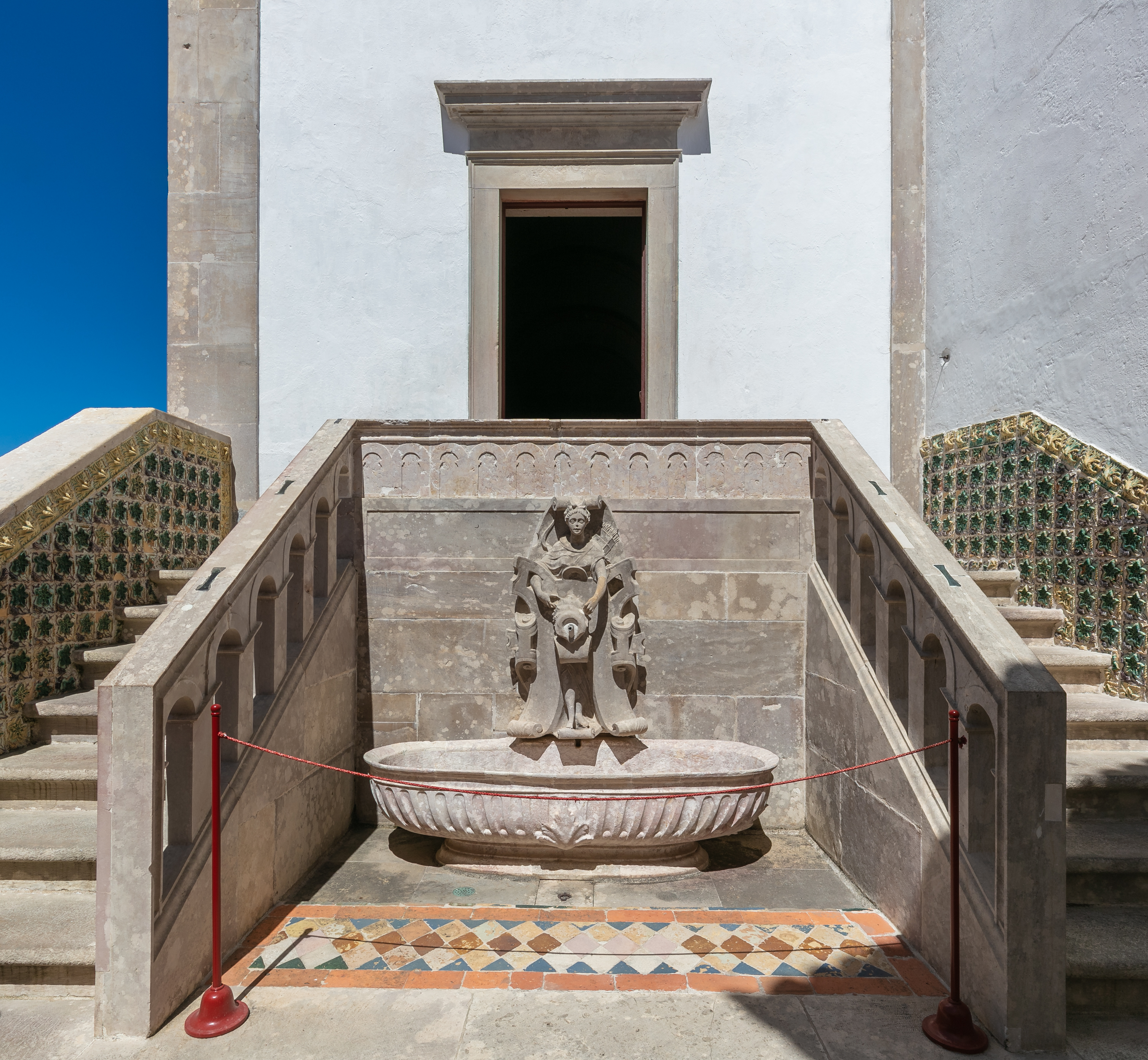
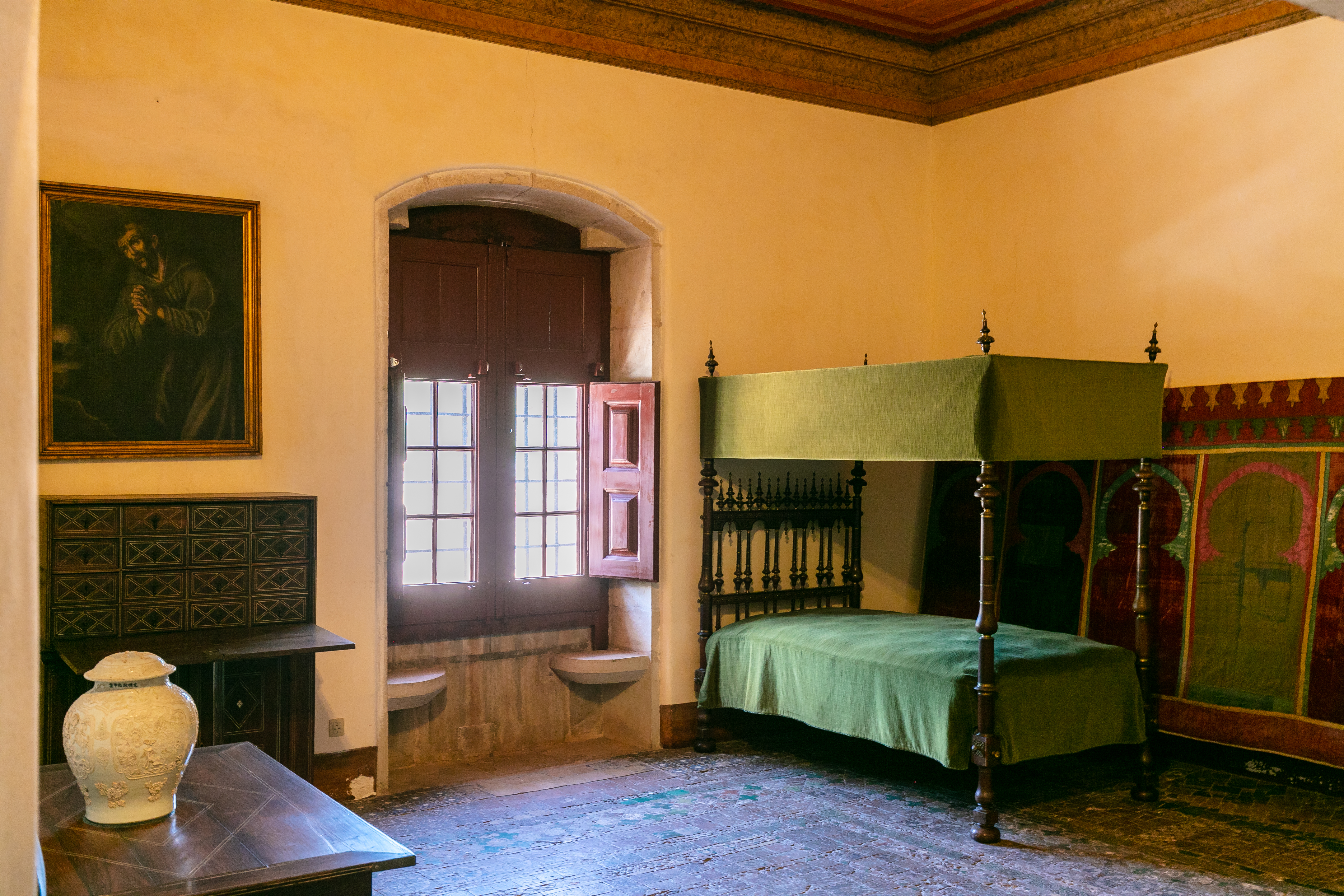
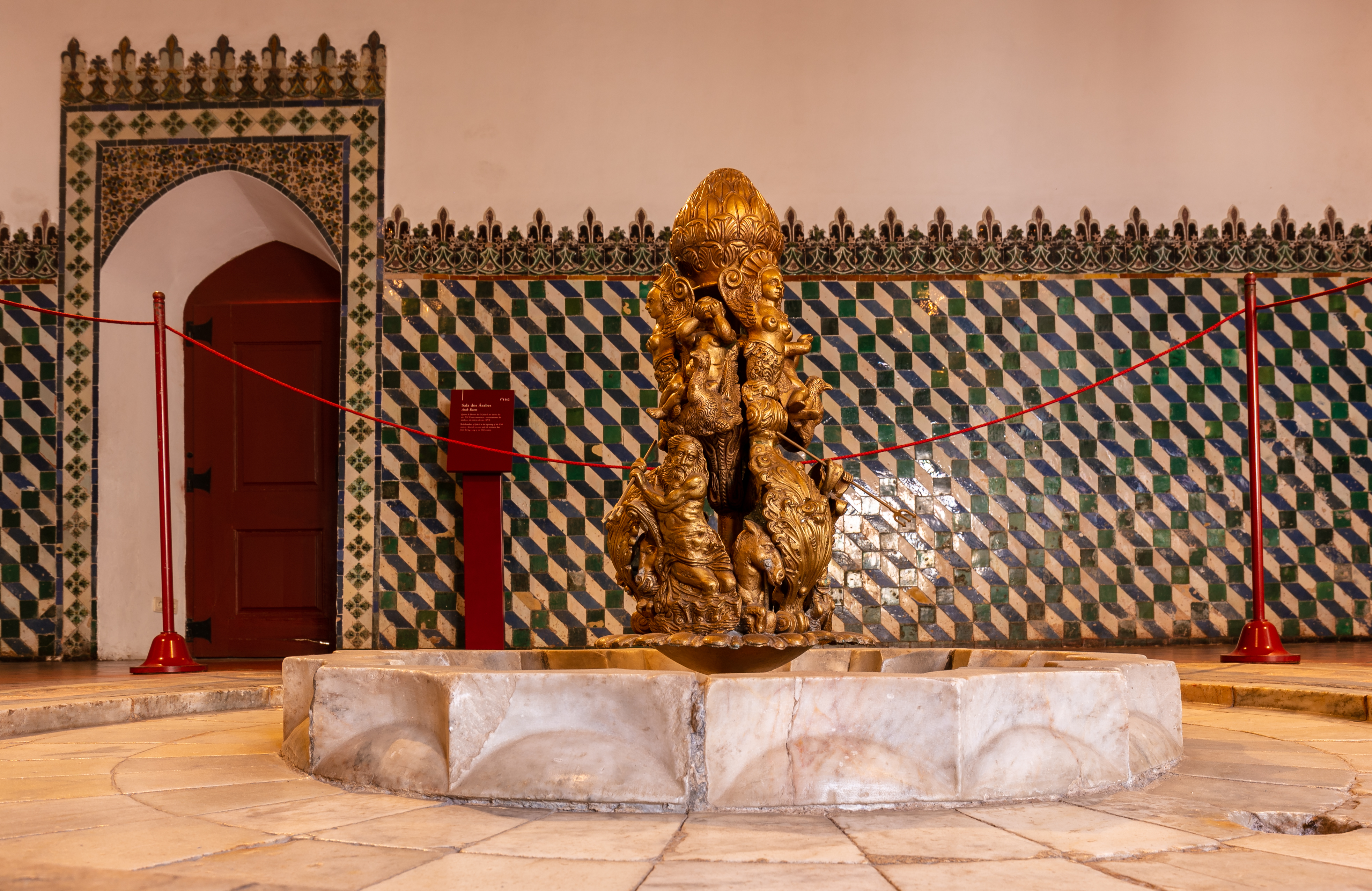
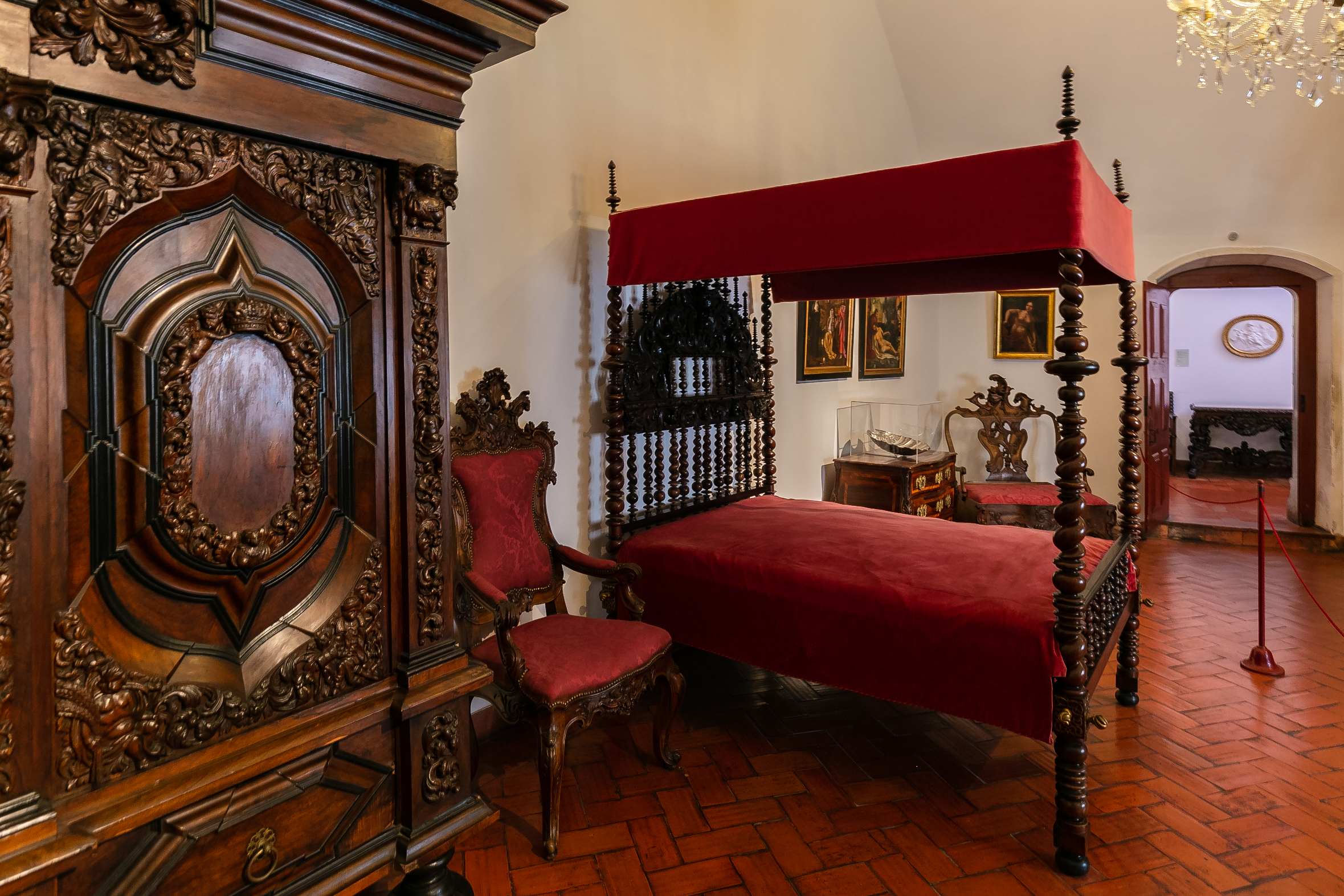
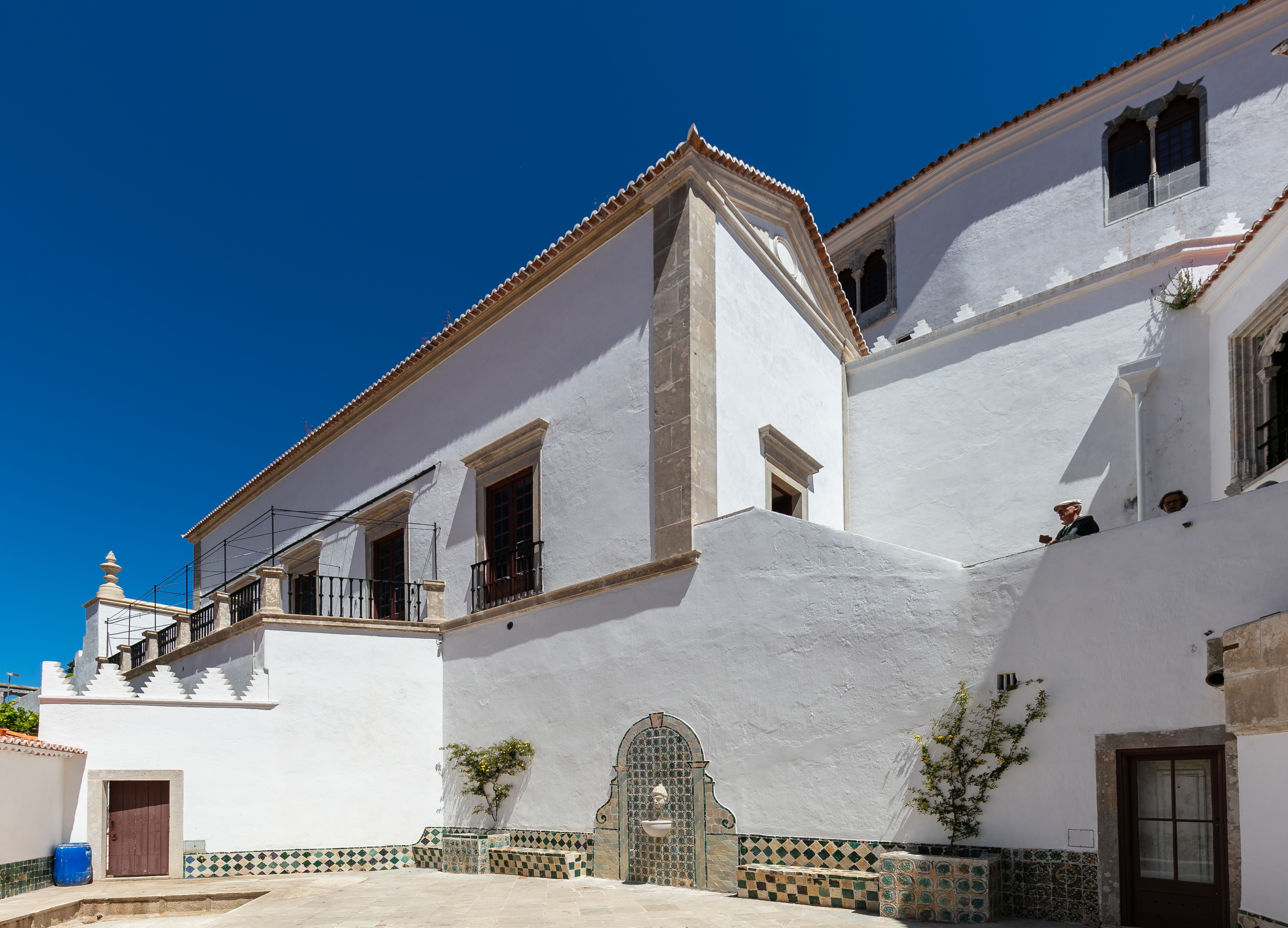
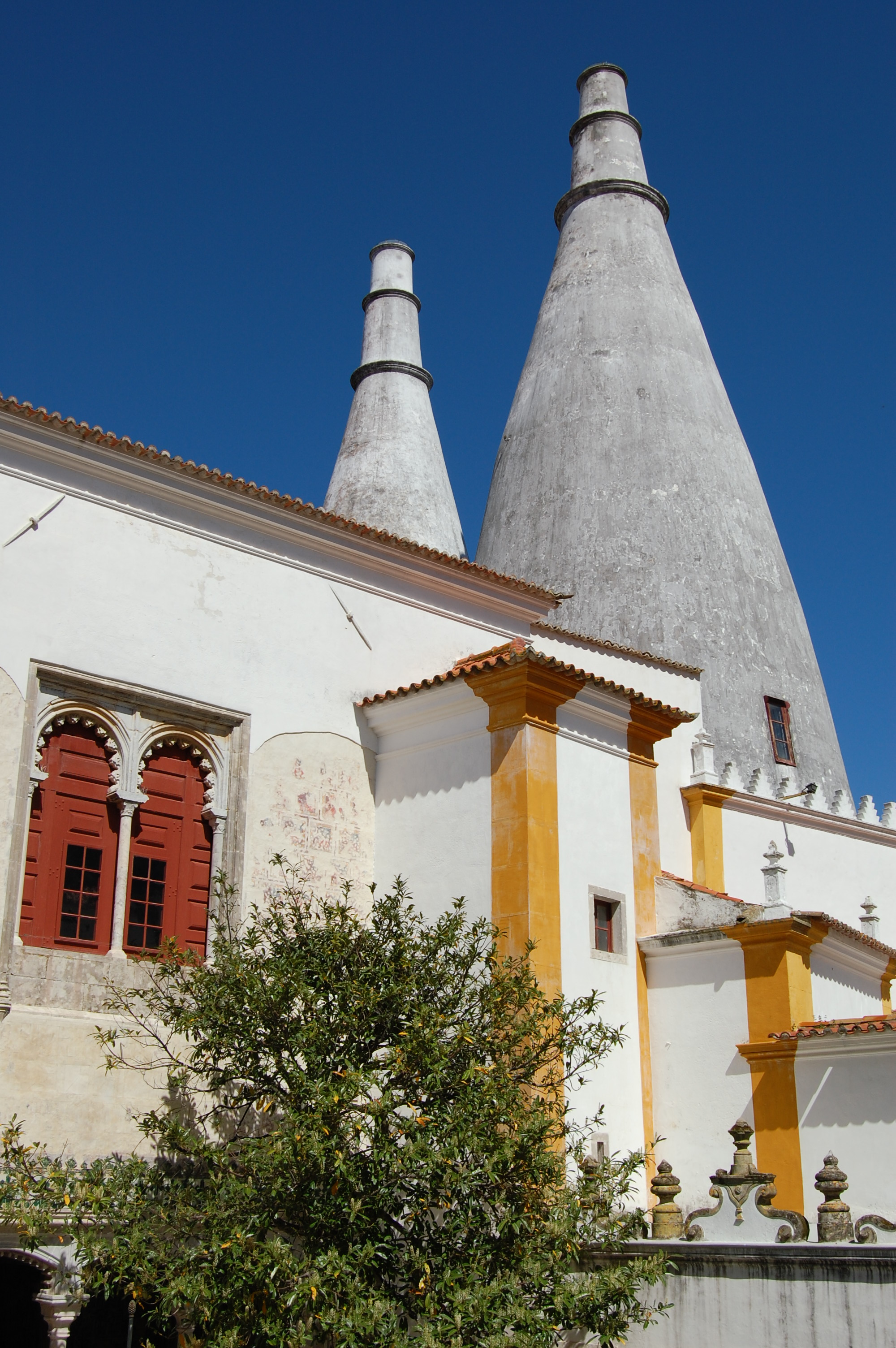